# Neotradizionalismo
Il neotradizionalismo è un approccio politico-ideologico che punta al rinnovamento di vecchie pratiche, culture e istituzioni, modificate per adattarsi al contesto moderno. Questa dottrina è direttamente contrastante con il primordialismo.

## Panoramica e terminologia

### Neotradizione
I neotradizionalisti affermano che l'interazione tra lo stato e la società dovrebbe tenere conto della memoria culturale della popolazione locale. Le neotradizioni possono essere inventate direttamente con lo scopo di creare una nuova identità di gruppo, risultando quindi utili in tempi di rapidi cambiamenti nella società: ad esempio, Eric Hobsbawn propone la nuova identità nazionale scozzese incentrata su Ossian, kilt e cornamuse. Questa identità ha sostituito nel XVIII secolo la vecchia coesione feudale che si stava deteriorando sotto la pressione dell'urbanizzazione e dei cambiamenti nel sistema delle classi sociali.
Jonathan Friedman suggerisce che il neotradizionalismo è l'opposto del modernismo, emergendo nei momenti di crisi di quest'ultimo. Tali crisi per Friedman sono inevitabili, a causa della necessità della costante espansione richiesta dal modernismo per mantenere la sua stabilità. L'identità tradizionale è qualcosa su cui si può contare in tempi di crisi, fornendo un insieme di regole di vita facilmente accessibili e un mezzo per connettersi con gli altri.

### Neotradizionalismo comunista
L'uso del termine da parte degli scienziati politici varia. In particolare, il neotradizionalismo comunista è usato per descrivere un mix di elementi moderni e tradizionali nell'Unione Sovietica e in altri paesi comunisti, dove il successo di un individuo dipendeva in larga misura dalle arcaiche relazioni cliente-patrono (incluso il blat). La caratterizzazione dell'URSS come neotradizionalista è stata introdotta da Ken Jowitt nel 1983. Un approccio simile nei confronti della Cina è stato adottato da Andrew Walder nel suo "Communist Neo-Traditionalism" (1988), dove il neotradizionalismo comunista è stato definito come una fusione "distintamente moderna" di istituzioni comuniste e legami personali cliente-patrono. Matthew Lenoe e Terry Martin hanno compiuto profondi progressi nella ricerca del neotradizionalismo in applicazione alla storia sovietica.